# Watertoren (Assen Troelstralaan)
De watertoren aan de Troelstralaan in Assen is gebouwd in 1959-1960, ter vervanging van de (in 1961 gesloopte) watertoren aan de Rolderstraat. Het bouwwerk is ontworpen door architect W. ter Braake, toentertijd hoofd bouwkunde en stedenbouw van Gemeentewerken Assen. De locatie aan de Meester P.J. Troelstralaan werd gekozen wegens haar centrale ligging.
De toren heeft een hoogte van 34 meter en heeft 154 traptreden. Het waterreservoir van de toren heeft een capaciteit van 550 m³. Sinds 1970 valt de toren onder de verantwoordelijkheid van WMD Drinkwater.
De watertoren is niet meer in gebruik. De toren had een zogenaamd 'open systeem', dit zorgde voor een gelijkmatiger belasting van de drinkwaterzuivering.
In 2007 is de toren gerenoveerd, voegwerk en betonwerk werden gerepareerd en het dak vernieuwd. De watertoren is o.a. wegens lekkage buiten gebruik gesteld en in 2021 verkocht.
Sinds 2022 is de toren van binnen verbouwd en vernieuwd. De toren is sindsdien gereed voor luxe overnachtingen op hoogte.
De toren is een provinciaal monument.
Assen 
(Troelstralaan en Rolderstraat) ·
Coevorden ·
Hoogeveen ·
Meppel ·
Zuidlaren